# Уинчестер (Арканзас)
Уинчестер (англ. Winchester, Arkansas) — город, расположенный в округе Дру (штат Арканзас, США) с населением в 191 человек по статистическим данным переписи 2000 года.

## География
По данным Бюро переписи населения США город Уинчестер имеет общую площадь в 1,29 квадратных километров, водных ресурсов в черте населённого пункта не имеется.
Город Уинчестер расположен на высоте 47 метров над уровнем моря.

## Демография
По данным переписи населения 2000 года в Уинчестере проживал 191 человек, 52 семьи, насчитывалось 69 домашних хозяйств и 78 жилых домов. Средняя плотность населения составляла около 146,9 человек на один квадратный километр. Расовый состав Уинчестера по данным переписи распределился следующим образом: 29,32 % белых, 64,92 % — чёрных или афроамериканцев, 1,05 % — коренных американцев, 1,05 % — представителей смешанных рас, 3,66 % — других народностей. Испаноговорящие составили 3,66 % от всех жителей города.
Из 69 домашних хозяйств в 37,7 % — воспитывали детей в возрасте до 18 лет, 53,6 % представляли собой совместно проживающие супружеские пары, в 20,3 % семей женщины проживали без мужей, 23,2 % не имели семей. 23,2 % от общего числа семей на момент переписи жили самостоятельно, при этом 13,0 % составили одинокие пожилые люди в возрасте 65 лет и старше. Средний размер домашнего хозяйства составил 2,77 человек, а средний размер семьи — 3,25 человек.
Население города по возрастному диапазону по данным переписи 2000 года распределилось следующим образом: 31,9 % — жители младше 18 лет, 6,3 % — между 18 и 24 годами, 24,6 % — от 25 до 44 лет, 23,6 % — от 45 до 64 лет и 13,6 % — в возрасте 65 лет и старше. Средний возраст жителей составил 36 лет. На каждые 100 женщин в Уинчестере приходилось 96,9 мужчин, при этом на каждые сто женщин 18 лет и старше приходилось 91,2 мужчин также старше 18 лет.
Средний доход на одно домашнее хозяйство в городе составил 24 375 долларов США, а средний доход на одну семью — 29 750 долларов. При этом мужчины имели средний доход в 29 583 доллара США в год против 11 250 долларов среднегодового дохода у женщин. Доход на душу населения в городе составил 10 397 долларов в год. 12,8 % от всего числа семей в округе и 17,0 % от всей численности населения находилось на момент переписи населения за чертой бедности, при этом 27,8 % из них были моложе 18 лет и 28,0 % — в возрасте 65 лет и старше.